# 22 tháng 7
Ngày 22 tháng 7 là ngày thứ 203 (204 trong năm nhuận) trong lịch Gregory. Còn 162 ngày trong năm.

## Sự kiện
- 1918 – Trong Chiến tranh thế giới thứ nhất, tại Mặt trận phía Tây, quân Đồng Minh giành thắng lợi trước quân Đức trong Trận Soissons.
- 1944 – Ủy ban Giải phóng Dân tộc Ba Lan được thành lập tại Chełm với sự ủng hộ của Liên Xô, đối lập với chính phủ lưu vong Ba Lan tại Luân Đôn.
- 1947 – Nghị hội Quốc gia tự trị Ấn Độ thông qua quốc kỳ, thiết kế quốc kỳ vẫn được sử dụng cho đến nay.
- 1948 – Trong cuộc trưng cầu dân ý thứ nhì trong năm, đa số quá bán cử tri Quốc gia tự trị Newfoundland ủng hộ liên minh với Canada.
- 1963 – Thuộc địa Sarawak của Vương thất Anh được độc lập, chưa đầy hai tháng sau Sarawak tham gia hình thành Malaysia.
- 1970 – Chiến tranh Việt Nam: Chiến dịch Campuchia kết thúc với kết quả quân Việt Nam Cộng hòa, Hoa Kỳ và Cộng hòa Khmer thu được nhiều vật tư của quân Giải phóng.
- 1977 – Đặng Tiểu Bình quay trở lại tầng lớp lãnh đạo đảng của Trung Quốc, giúp ông có đủ quyền lực cần thiết để tiếp tục những ý tưởng cải cách kinh tế.
- 2011 – Hai cuộc tấn công khủng bố phối hợp, gồm một vụ đánh bom trụ sở chính phủ tại Oslo và cuộc nổ súng tại một trại hè chính trị diễn ra tại Na Uy, khiến hàng trăm người thiệt mạng.
- 2020 – Microsoft chính thức đóng cửa dịch vụ Stream Mixer.

## Sinh
- 1895 - Pavel Osipovich Sukhoi tổng công trình sư thiết kế máy bay của Liên Xô
- 1926 - Chung Tấn Cang, cựu Phó Đô đốc, Tư lệnh cuối cùng của Hải quân Việt Nam Cộng hòa.
- 1983 - Thanh Hằng, Nữ siêu mẫu, diễn viên người Việt Nam
- 1992 - Selena Gomez, nữ ca sĩ và diễn viên người Mỹ
- 2002 - Hoàng tử Felix của Đan Mạch, hoàng tử của Đan Mạch

## Mất
- 1932 - Bạch Thái Bưởi, doanh nhân Việt Nam (s. 1874)
- 2011 - Nguyễn Cao Kỳ, Phó Tổng thống, Thủ tướng Việt Nam Cộng hoà (Sinh 1930)
- 2012 - George Armitage Miller, nhà tâm lý học Hoa Kỳ người tiên phong trong Tâm lý học nhận thức (s. 1920).[1]